# لوسيان أندرسون
لوسيان أندرسون (بالإنجليزية: Lucien Anderson)‏ هو محامي وسياسي أمريكي، ولد في 23 يونيو 1824 في مايفيلد في الولايات المتحدة، وتوفي بنفس المكان في 18 أكتوبر 1898. حزبياً، نشط في الحزب الجمهوري. وقد انتخب عضو مجلس النواب الأمريكي.